# Näske
Näske is een plaats in de gemeente Örnsköldsvik in het landschap Ångermanland en de provincie Västernorrlands län in Zweden. De plaats heeft 134 inwoners (2005) en een oppervlakte van 32 hectare. De plaats ligt aan een baai van de Botnische Golf.